# Aluminoceladonita
La aluminoceladonita, también llamada leucofilita, es un mineral de la clase de los silicatos y perteneciente al grupo de la mica. Recibió su nombre en 1997 por Alessandro Pavese, Giovanni Ferraris, Mauro Prencipe y Richard Ibberson, en alusión a la alta proporción de aluminio en su composición, comparado con el hierro, y a su vínculo con la celadonita. Fue aprobada como especie válida por la Asociación Mineralógica Internacional en 1998. 

## Características
El aluminoceladonita es un silicato de fórmula química K (Mg, Fe2+) Al (Si4 O10) (OH)2. Es isoestructural con la celadonita, la cromceladonita, la ferroaluminoceladonita y la ferroceladonita, y cristaliza en sistema monoclínico. Es incoloro en estado puro, pero verde hierba cuando contiene hierro ferroso. 

## Yacimientos
Esta especie tiene dos localidades tipo, ambas en la Baja Austria: Capilla de Anna, en Wiesmath (distrito de Wiener Neustadt-Land), y Frohsdorf, en Lanzenkirchen (distrito de Wiener Neustadt-Land). También ha sido encontrada en India, Italia, Japón, Eslovaquia y los Estados Unidos.